# Agapetus hanumata
Agapetus hanumata är en nattsländeart som beskrevs av Schmid 1958. Agapetus hanumata ingår i släktet Agapetus och familjen stenhusnattsländor. Inga underarter finns listade i Catalogue of Life.